# Suzoy
Suzoy is een gemeente in het Franse departement Oise (regio Hauts-de-France) en telt 501 inwoners (1999). De plaats maakt deel uit van het arrondissement Compiègne.

## Geografie
De oppervlakte van Suzoy bedraagt 5,2 km², de bevolkingsdichtheid is 96,3 inwoners per km².
De onderstaande kaart toont de ligging van Suzoy met de belangrijkste infrastructuur en aangrenzende gemeenten.

## Demografie
Onderstaande figuur toont het verloop van het inwonertal (bron: INSEE-tellingen).